# Nakano Sinja
Nakano Sinja, nyugaton Shinya Nakano (Tokió, 1977. augusztus 8. –) japán motorversenyző, jelenleg a Superbike-világbajnokság tagja. Korábban 11 éven keresztül a MotoGP-ben versenyzett. Nem rokona a korábban a Formula–1-ben versenyző Nakano Sindzsinek.
A gyorsaságimotoros-világbajnokságon 1998-ban mutatkozott be, szabadkártyásként. Ebben az évben két versenyen, a Japán és az Ausztrál Nagydíjon indult. Ezeken rendkívül jól szerepelt, ugyanis előbb második, majd negyedik lett. Ennek következtében a következő évre már teljes szezonra szóló szerződést kapott a Yamaha csapatától. Az év második versenyén, hazai pályán megszerezte első győzelmét. Bár később már nem tudott futamot nyerni a szezon során, végül így is negyedik lett, 207 ponttal. 2000-ben egy szatellit csapatnál, a Tech 3-nél versenyzett, ez volt pályafutása legsikeresebb éve. Ebben az évben négyszer is őt intették le elsőként, ezenkívül háromszor végzett a második, négyszer a harmadik helyen. Év végén második lett 272 ponttal, mindössze hét egységgel lemaradva csapattársától, Olivier Jacque-tól.
2001-ben ismét a Tech 3 csapatánál versenyzett, azonban ekkortól kezdve már a királykategóriában. Első éve jól sikerült, ugyanis ötödik helyen végzett összetettben, egyszer dobogóra is állhatott, harmadik lett.  Ezt követően már csak néhányszor tudott felállni a dobogóra, győzelmet egyszer sem aratott a királykategóriában. Első évén királykategóriás évén kívül csak egyszer, utolsó szezonjában végzett összesítésben a top 10-en belül. 2009-re Toni Elíast szerződtették helyére.

## Teljes MotoGP-eredménylistája[2]
(Táblázat értelmezése)

(Félkövér: pole-pozícióból indult; dőlt: leggyorsabb kört futott) 

| Év   | Géposztály | Motor    | Csapat               | 1       | 2      | 3       | 4       | 5       | 6       | 7       | 8      | 9       | 10      | 11      | 12      | 13      | 14     | 15      | 16      | 17     | 18     | Poz. | Pont |
| ---- | ---------- | -------- | -------------------- | ------- | ------ | ------- | ------- | ------- | ------- | ------- | ------ | ------- | ------- | ------- | ------- | ------- | ------ | ------- | ------- | ------ | ------ | ---- | ---- |
| 1998 | 250 cm³    | Yamaha   |                      | JPN 2   | MAL    | SPA     | ITA     | FRA     | MAD     | NED     | GBR    | GER     | CZE     | IMO     | CAT     | AUS 4   | ARG    |         |         |        |        | 19.  | 33   |
| 1999 | 250 cm³    | Yamaha   |                      | MAL 3   | JPN 1  | SPA Ret | FRA 2   | ITA 5   | CAT 4   | NED 5   | GBR 3  | GER 4   | CZE 4   | IMO 5   | VAL 4   | AUS 4   | RSA 2  | BRA 15  | ARG 5   |        |        | 4.   | 207  |
| 2000 | 250 cm³    | Yamaha   | Tech 3               | RSA 1   | MAL 1  | JPN 3   | SPA 15  | FRA 2   | ITA 1   | CAT 3   | NED 3  | GBR 7   | GER 3   | CZE 1   | POR Ret | VAL 1   | BRA 4  | PAC 2   | AUS 2   |        |        | 2.   | 272  |
| 2001 | 500 cm³    | Yamaha   | Tech 3               | JPN 5   | RSA 4  | SPA 4   | FRA 11  | ITA 8   | CAT 4   | NED 5   | GBR 6  | GER 3   | CZE DNS | POR 9   | VAL 7   | PAC 6   | AUS 7  | MAL 4   | BRA 9   |        |        | 5.   | 155  |
| 2002 | MotoGP     | Yamaha   | Tech 3               | JPN Ret | RSA 8  | SPA 17  | FRA 13  | ITA 11  | CAT Ret | NED 8   | GBR 10 | GER 5   | CZE Ret | POR 12  | BRA Ret | PAC 16  | MAL 6  | AUS 13  | VAL 6   |        |        | 11.  | 68   |
| 2003 | MotoGP     | Yamaha   | d'Antin MotoGP       | JPN 9   | RSA 11 | SPA 8   | FRA 14  | ITA 5   | CAT 5   | NED 13  | GBR 9  | GER 7   | CZE 14  | POR 12  | BRA 8   | PAC 9   | MAL 8  | AUS 7   | VAL Ret |        |        | 10.  | 101  |
| 2004 | MotoGP     | Kawasaki | Kawasaki Racing Team | RSA 12  | SPA 9  | FRA Ret | ITA Ret | CAT 7   | NED Ret | BRA 9   | GER 7  | GBR 15  | CZE 12  | POR 11  | JPN 3   | QAT Ret | MAL 8  | AUS 12  | VAL 7   |        |        | 10.  | 83   |
| 2005 | MotoGP     | Kawasaki | Kawasaki Racing Team | SPA 5   | POR 8  | CHN Ret | FRA 8   | ITA 10  | CAT 9   | NED 8   | USA 9  | GBR Ret | GER 6   | CZE 12  | JPN Ret | MAL Ret | QAT 7  | AUS 7   | TUR 10  | VAL 11 |        | 10.  | 98   |
| 2006 | MotoGP     | Kawasaki | Kawasaki Racing Team | SPA 7   | QAT 11 | TUR 8   | CHN 8   | FRA 12  | ITA 11  | CAT DSQ | NED 2  | GBR Ret | GER 6   | USA Ret | CZE 8   | MAL Ret | AUS 8  | JPN Ret | POR Ret | VAL 7  |        | 14.  | 92   |
| 2007 | MotoGP     | Honda    | JiR                  | QAT 10  | SPA 10 | CHN 13  | TUR Ret | FRA Ret | ITA 13  | CAT 15  | GBR 14 | NED 12  | GER Ret | USA 12  | CZE 14  | RSM 10  | POR 11 | JPN 16  | AUS 13  | MAL 16 | VAL 14 | 17.  | 47   |
| 2008 | MotoGP     | Honda    | Gresini Racing       | QAT 13  | SPA 9  | POR 10  | CHN 10  | FRA 10  | ITA 9   | CAT 9   | GBR 9  | NED 8   | GER 9   | USA 10  | CZE 4   | RSM 12  | IND 17 | JPN 8   | AUS 5   | MAL 5  | VAL 7  | 9.   | 126  |